# Pokhari Chauri
Pokhari Chauri (nep. पोखरी चौरी) – gaun wikas samiti w środkowej części Nepalu w strefie Bagmati w dystrykcie Kavrepalanchok. Według nepalskiego spisu powszechnego z 2001 roku liczył on 667 gospodarstw domowych i 4331 mieszkańców (2240 kobiet i 2091 mężczyzn).